# Le Viager
Pour les articles homonymes, voir Viager.
Pour plus de détails, voir Fiche technique et Distribution.
Le Viager est un film français réalisé par Pierre Tchernia, coauteur du scénario avec René Goscinny, sorti en 1972.
Poussant à l'excès le principe du viager, l'histoire imagine les rapports entre une famille achetant une charmante maison sur la côte d'Azur à un vieil homme qui tarde à mourir, des années 1930 à 1970. Accablés par l'éternelle rente viagère, ils se décident à précipiter la mort du vendeur.
Avec cette intrigue, Goscinny brocarde un procédé immoral à son goût, tourne en dérision l'histoire de France du XXe siècle et invente toute une galerie d'imbéciles, un type de personnage qui lui est cher. Michel Serrault incarne le crédirentier Martinet tandis que Michel Galabru, Rosy Varte, Jean-Pierre Darras, Odette Laure et Claude Brasseur jouent l'horrible famille Galipeau.
Tchernia et Goscinny se lancent dans un premier long-métrage pour le cinéma après plusieurs collaboration à la télévision et sur les dessins animés tirés des œuvres du second. Ils montent le projet lors de la fabrication de Lucky Luke en 1970, avec le producteur américain des Artistes Associés et l'éditeur Dargaud. Le tournage a lieu à l'été 1971 à Saint-Tropez, La Garde-Freinet puis à Paris et aux studios de Billancourt.
Le Viager, sorti fin janvier 1972, rencontre un grand succès avec plus de deux millions de spectateurs en France, révélant Michel Serrault auprès de la critique et du grand public. Pierre Tchernia et René Goscinny poursuivent leur association avec Les Gaspards (1974), reprenant une partie de la distribution. Tchernia fait de Serrault son acteur-fétiche dans ses réalisations ultérieures, dont La Gueule de l'autre (1979) et Bonjour l'angoisse (1988).

## Résumé

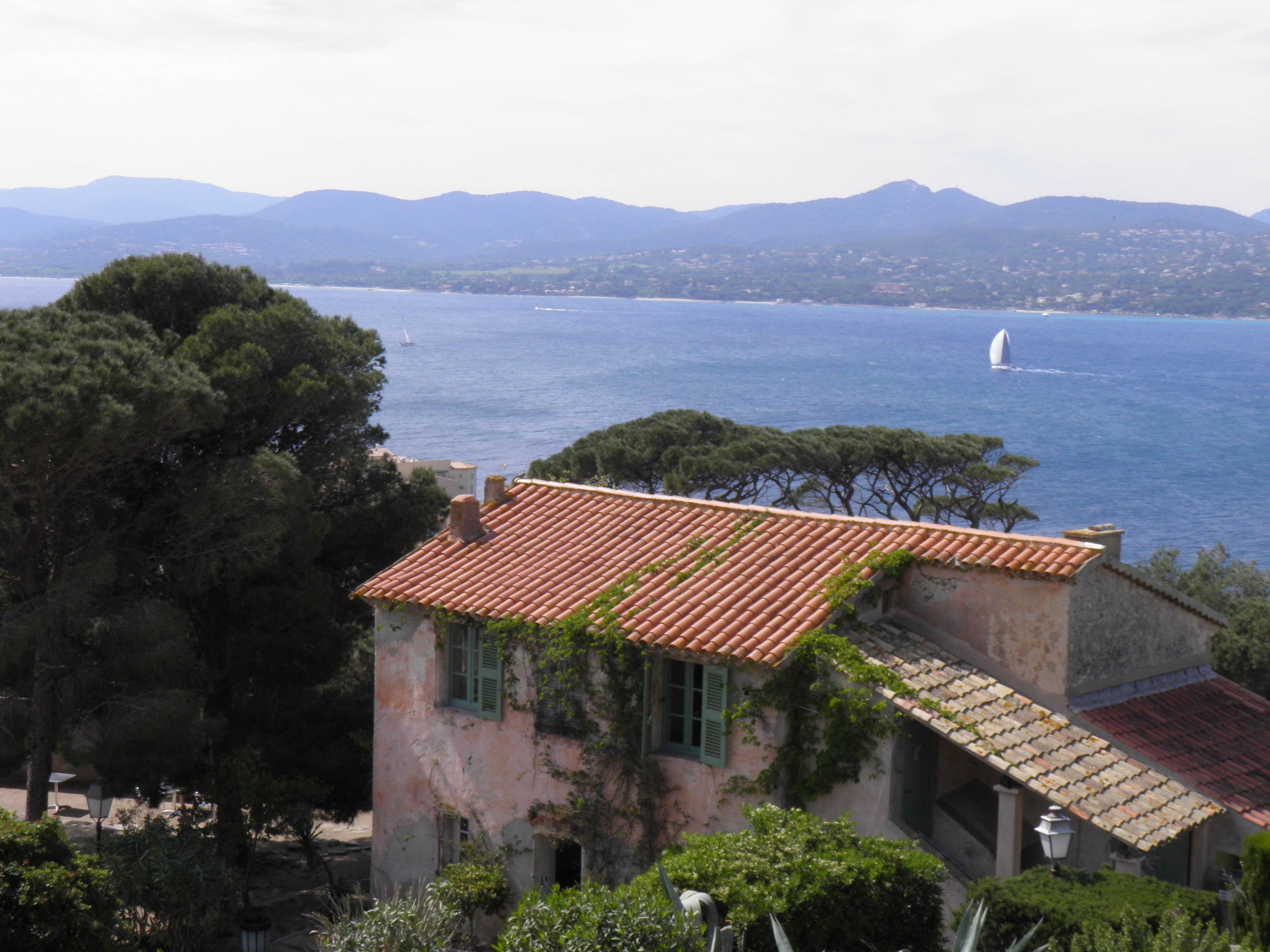
Une vieille maison de Saint-Tropez donnant sur la Méditerranée, comme celle détenue par Martinet et vendue en viager à la famille Galipeau.

En 1930 à Paris, la veille de Noël, Louis Martinet, célibataire de 59 ans, est ausculté par le médecin généraliste Léon Galipeau. Ce dernier l'estime usé, n'ayant plus que deux ans tout au plus à vivre, sans toutefois le lui dire. Il lui suggère de prendre sa retraite anticipée, mais Martinet n'en a pas les moyens. Cependant, son seul bien est une modeste maison de campagne dans un petit village de pêcheurs alors méconnu : Saint-Tropez. Sans enfant, épouse, liaison ou ami, Martinet se voit proposer par le médecin de vendre sa maison en viager. Léon Galipeau convainc son frère Émile de s'engager dans ce viager, une bonne affaire selon lui, puisque Martinet semble en mauvaise santé. Après la naissance du petit Noël, fils d'Émile et Elvire, la famille Galipeau se rend à Saint-Tropez pour découvrir la bâtisse. L'affaire est conclue et Émile, confiant, accepte même d'indexer la rente viagère sur le cours d'une valeur, pense-t-il, sans avenir : l'aluminium. Martinet quitte son triste emploi dans une manufacture de prothèses orthopédiques et gagne la côte d'Azur.

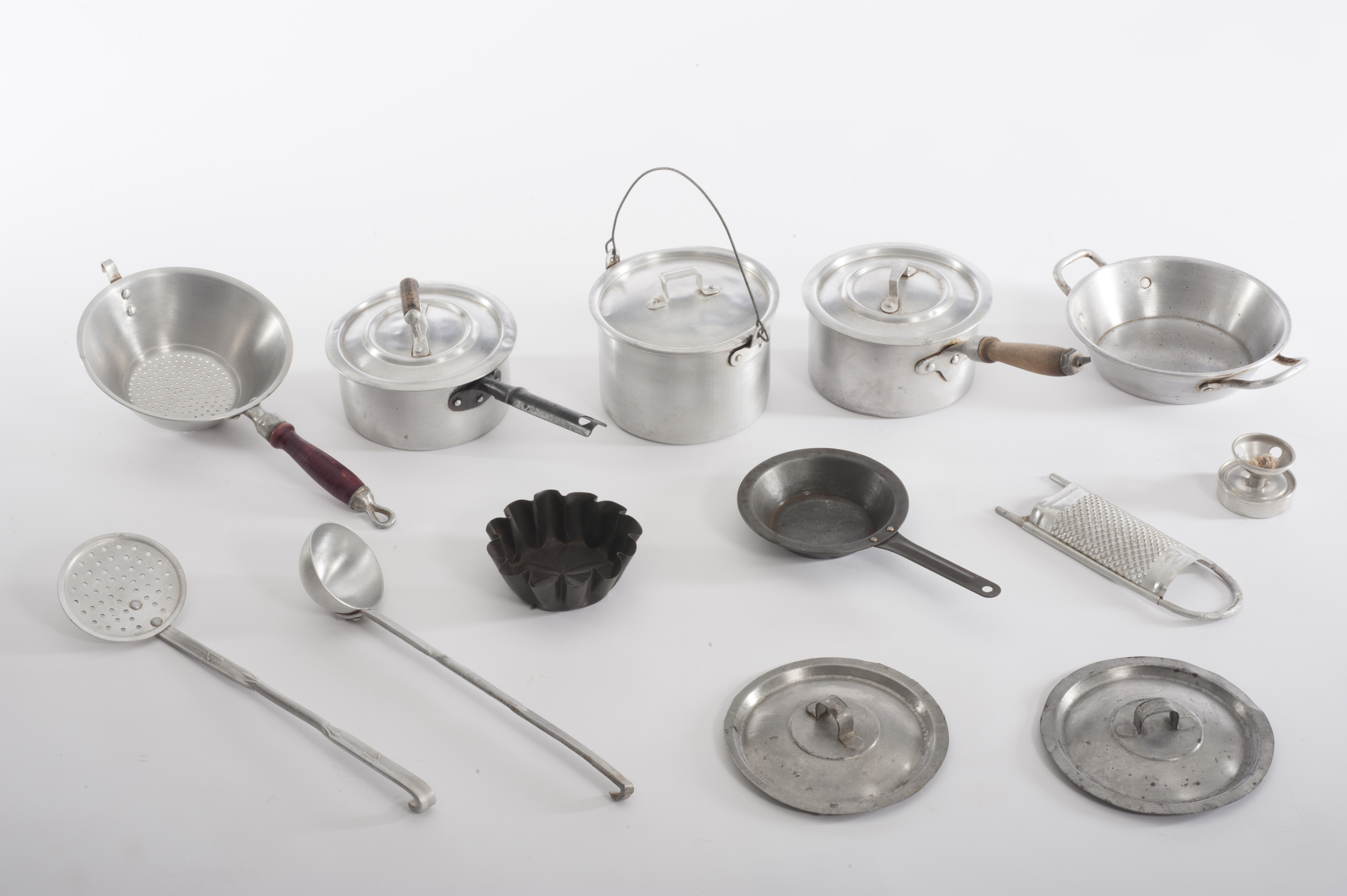
La rente viagère devient insupportable avec la montée du cours de l'aluminium, dont l'usage se répand des avions aux ustensiles ménagers.

Deux ans plus tard, malgré les prédictions de Léon, Martinet est toujours vivant. Durant l'été, les Galipeau lui rendent visite pour payer la rente et ausculter leur crédirentier. Martinet plante un olivier, conscient qu'il sera mort avant qu'on en tire de l'huile. Léon assure à sa belle-sœur de la mauvaise santé du retraité. Pourtant, les années passent au rythme des repas de Noël au boudin blanc, de l'anniversaire du petit de plus en plus turbulent, des changements de bonne des Galipeau et des augures éclairés de Léon sur l'actualité française et européenne. Non seulement Martinet garde bon pied bon œil, mais encore reprend-il vigueur et entrain sous le soleil provençal. À l'inverse, le père d'Elvire meurt en 1937, quelques mois après que Léon a affirmé qu'il avait « une santé de fer ». Par ailleurs, avec l'essor des aéroplanes et des ustensiles en aluminium, dont le cours ne cesse de grimper, la rente viagère augmente sans fin. En outre, les Galipeau reçoivent de la part de Martinet une bouteille d'huile de l'olivier planté six ans plus tôt.
Au déclenchement de la Seconde Guerre mondiale, Émile est mobilisé sur le front et son frère, en tant que médecin, à l'arrière. Durant la débâcle de l'été 1940, les Galipeau partent en exode chez Martinet, rejoints à bicyclette par Émile. Le crédirentier ne peut que les loger dans une misérable remise, toute la maison accueillant une troupe de scouts réfugiés belges. Ulcérés de constater la santé de jeune homme de ce quasi-septuagénaire dont ils attendent la mort depuis dix ans, les Galipeau décident de précipiter celle-ci.

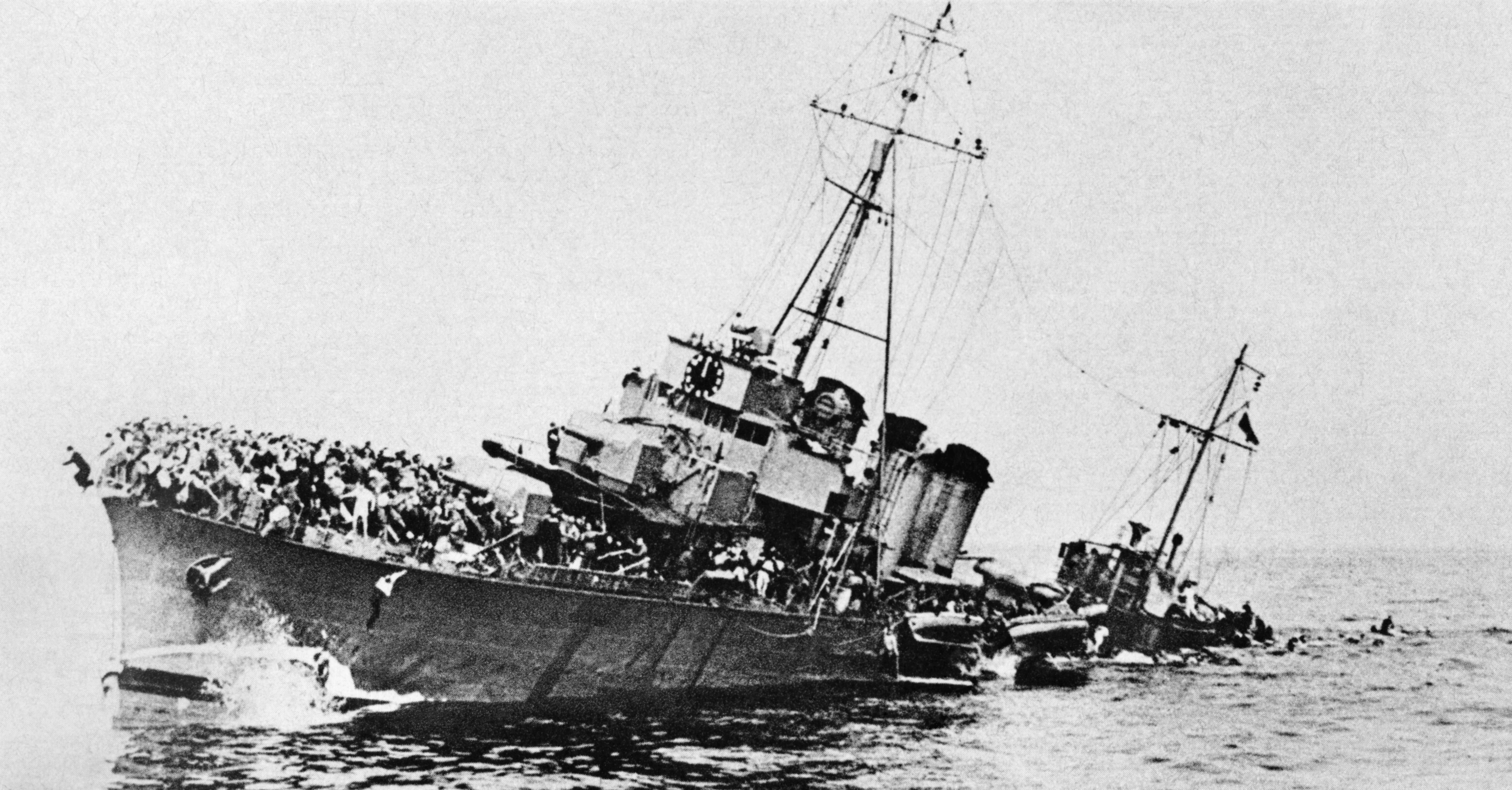
Le capitaine de corvette Bucigny-Dumaine est un incapable, mis à la retraite anticipée après avoir causé le naufrage d'un navire lors de grandes manœuvres.

Les Galipeau complotent pour compromettre Martinet, à un moment où l'on croit voir des espions allemands partout. Léon, Elvire et Émile rencontrent le capitaine de corvette Bucigny-Dumaine, un militaire à la ramasse qui tente de briller en cette période de débâcle, et font passer le vieil homme pour un agent de l'ennemi. Profitant de l'occasion pour redorer son blason, Bucigny-Dumaine part arrêter Martinet. Il arrive chez ce dernier précisément au moment où la radio annonce l'armistice et la victoire de l'Allemagne. Retournant aussitôt sa veste, le capitaine se met au service de la collaboration et donc, à la disposition du prétendu soutien allemand, qu'il salue en repartant. Observant la scène de loin, les Galipeau dépités ne peuvent que constater leur échec.

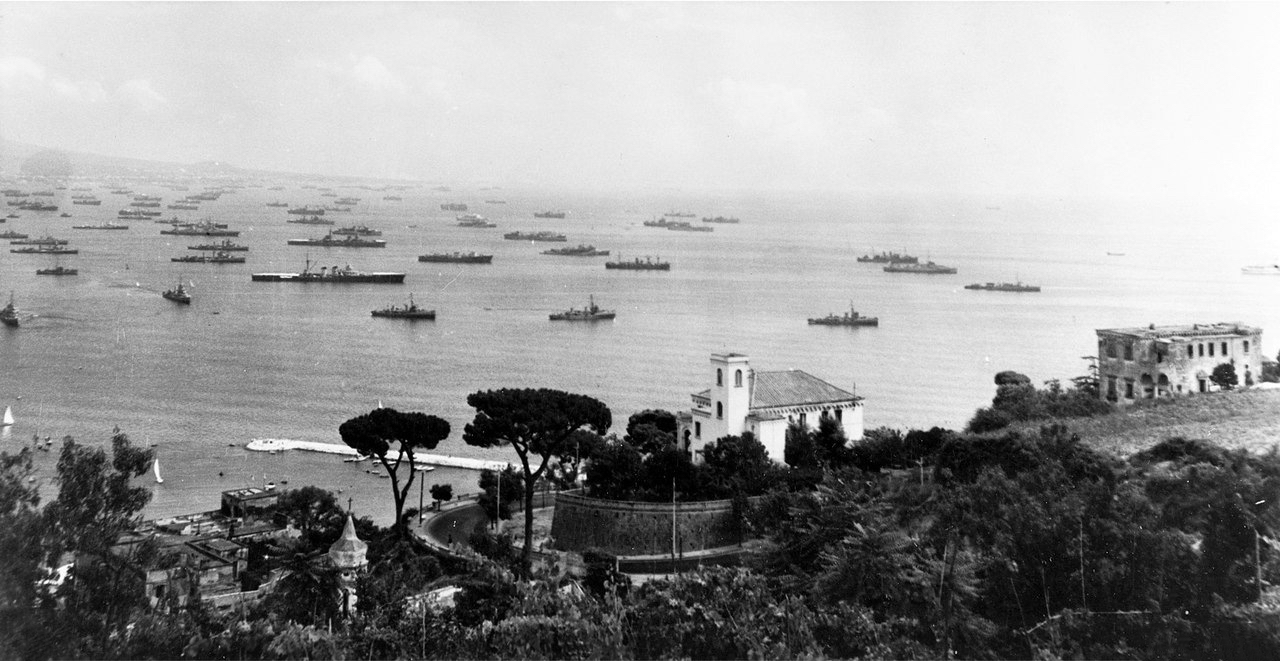
À l'été 1944, le débarquement allié à Saint-Tropez contrecarre le plan des Galipeau de livrer Martinet aux autorités allemandes.

À l'hiver 1943, dans le Paris occupé, les Galipeau, subissant le froid et les privations, sont de plus en plus irrités par le viager, acté depuis treize ans. Décidant de tirer profit de l'Occupation allemande, ils font cette fois-ci passer Martinet pour un résistant, gaulliste, ravitaillant des maquisards et cachant des parachutistes américains, dans une lettre envoyée aux autorités de Saint-Tropez. La lettre de dénonciation est sur le point d'être distribuée, mais le facteur suspend sa tournée pour rejoindre précisément la Résistance, peu avant le débarquement de Provence. Martinet est d'ailleurs bien connu des membres de la Résistance locale, puisqu'il rend parfois de menus services à ces derniers. C'est donc avec joie que le vieil homme accueille la Libération par les troupes alliées, qui débarquent en premier à Saint-Tropez. À la mairie de Saint-Tropez, les résistants reprennent le pouvoir. Bucigny-Dumaine, grand collaborateur, est arrêté dans le cadre de l'épuration et tente de sauver sa peau en dénonçant Martinet, qu'il pense toujours être un soutien allemand. Malheureusement pour lui, la lettre des Galipeau arrive enfin avec huit mois de retard et le discrédite. Pour les faits évoqués dans la lettre, Martinet est même décoré. Les Galipeau viennent le voir, dépités, et ne profitent même pas des festivités.
En 1949, Martinet revient à Paris à l'occasion de l'enterrement de son ancien patron. La situation est critique pour Émile qui n'a pas payé la rente viagère, s'étant ruiné dans des placements dans les vélos-taxis, un secteur en déclin après un certain essor pendant la guerre. Léon imagine alors « achever » Martinet en lui faisant connaître la « vie parisienne ». Léon, Émile, Elvire et Marguerite amènent le vieil homme à travers les monuments parisiens et leurs centaines de marches, dans les étouffantes caves, copieux bars ou restaurants de la « tournée des grands-ducs ». Mais Martinet supporte aisément l'alcool et la bonne chère, et repart enchanté de son séjour. À l'inverse, Marguerite, épuisée, subit le sort prévu pour Martinet et meurt d'un infarctus.

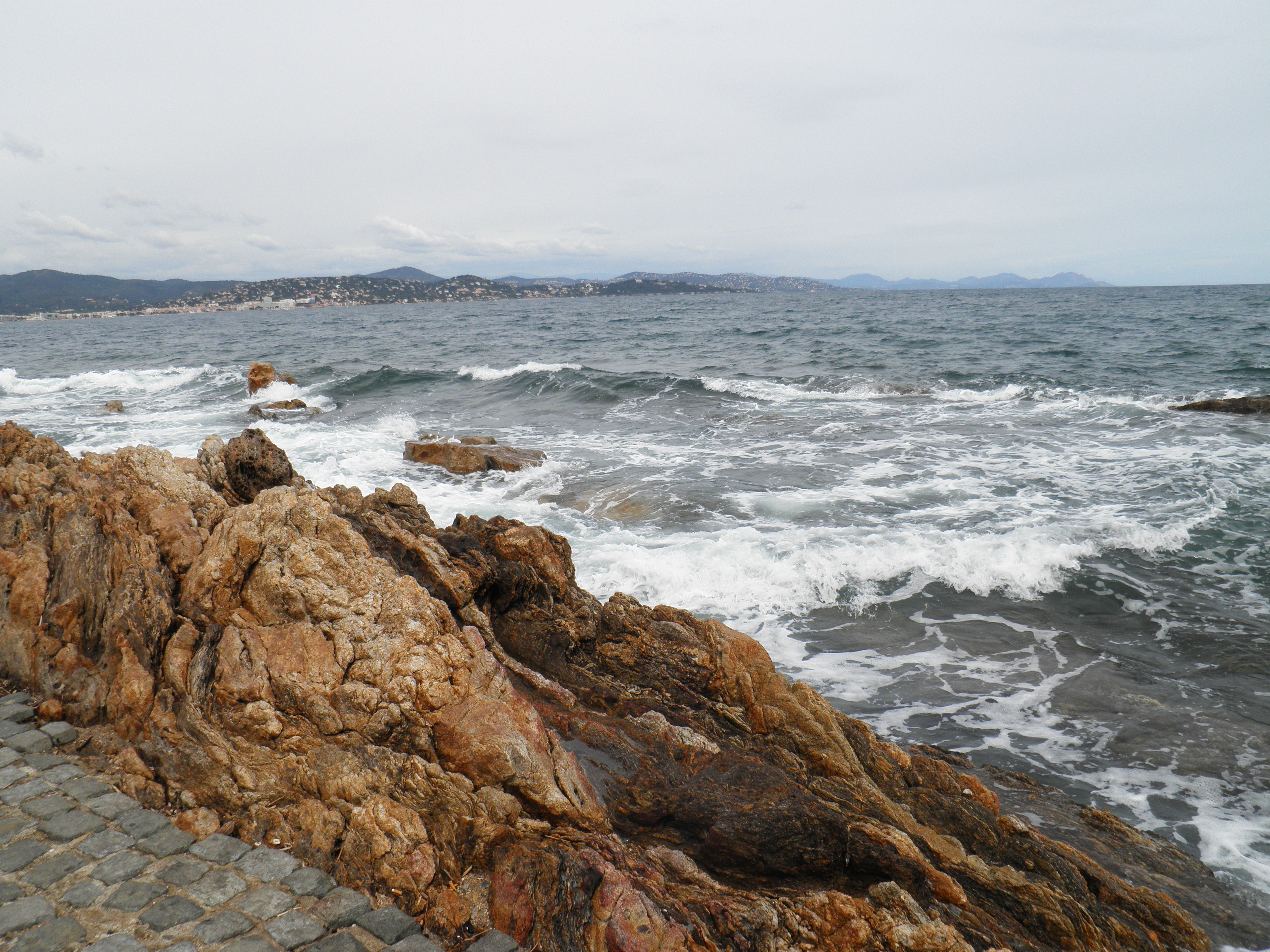
Émile Galipeau tente d'assassiner son crédirentier en mer, en pédalo.

En 1950, le placide Émile, hors de lui, excédé par la montée du prix de l'aluminium, décide de descendre sur la Côte d'Azur pour tuer Martinet en mer, à l'aide d'un revolver, l'absence de marée en Méditerranée empêchant de récupérer le corps. Arrivé à Saint-Tropez sans prévenir, il embarque Martinet dans un improbable tour de pédalo, hors-saison. Au large, le mécanisme du bateau s'enraye. Martinet rejoint la plage à la nage et prévient le loueur de pédalos, qui n'est autre que Bucigny-Dumaine. Ce dernier fulmine en entendant le nom de Galipeau, qu'il maudit depuis la fin de la guerre. Le militaire déchu s'élance à bord d'un pédalo pour embrocher Galipeau avec une hallebarde. Émile abat à temps son agresseur, mais le choc des deux pédalos le jette à l'eau. Faute de savoir nager, Émile se noie et son cadavre n'est jamais retrouvé.

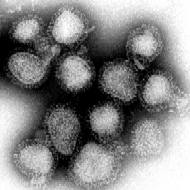
Au tournant des années 1970, les Galipeau espèrent voir Martinet succomber à la grippe asiatique.

Les décennies 1950 et 1960 sont traversées au rythme des actualités cinématographiques. Les forts des Halles apportent le traditionnel muguet du premier mai au palais de l'Élysée, successivement aux présidents Vincent Auriol, René Coty, Charles de Gaulle, Georges Pompidou et son épouse. Dans la France des « Trente Glorieuses », les étés, Noël et vacances aux sports d'hiver se succèdent. Immortalisé grâce à Brigitte Bardot, Saint-Tropez devient une destination touristique très fréquentée et Martinet, célébrité locale, apparaît même aux actualités dans une forme olympique, surnommé « l'Increvable ». À Wall Street, l'aluminium atteint une valeur record. À la fin des années soixante, une « grippe asiatique » menace le monde et surtout les vieillards.
Justement atteint par la grippe tant redoutée, Martinet est envoyé à l'hôpital. À Paris, Léon et Elvire accueillent la nouvelle avec joie, d'autant plus que la mère d'Elvire est morte de vieillesse quelques semaines auparavant, alors qu'elle espérait survivre à Martinet. Pensant que Martinet est condamné pour de bon, les deux Galipeau se rendent à Saint-Tropez en habit de deuil. Ils déchantent lorsqu'ils voient le crédirentier en pleine santé dans sa chambre d'hôpital, prêt à sortir le lendemain. Elvire et Léon décident alors de saboter la maison avant son retour : Elvire lustre les carreaux de l'escalier pour le rendre glissant et Léon scie la rambarde de la fenêtre pour causer une chute mortelle. Cependant, Martinet étant arrivé en avance, Elvire se précipite vers la rambarde, tombe et se tue, tandis que Léon chute dans l'escalier et finit à l'hôpital. Léon et Noël sont donc les derniers Galipeau survivants.

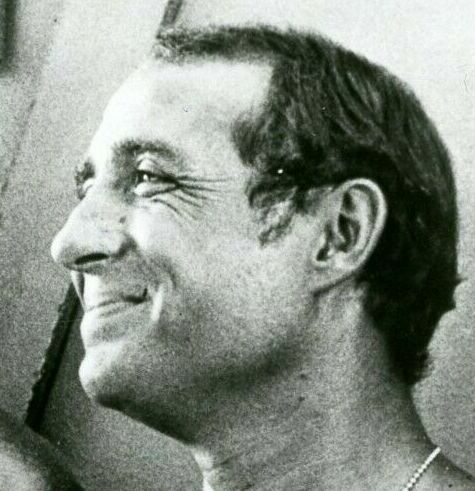
En 1971, Noël Galipeau a bien grandi, ayant désormais quarante ans, comme le viager.

En bientôt quarante ans, Noël a mal tourné et est devenu un voyou, par ailleurs malchanceux. Il est arrêté après avoir tenté de cambrioler un appartement, sans savoir qu'il s'agissait de celui d'un préfet, auquel des dizaines de fonctionnaires de police avait préparé une fête surprise. Promis à des années de prison, il menace son oncle de révéler tous les agissements de la famille envers le pauvre Martinet, consignés dans un journal de sa mère, s'il n'engage pas le meilleur des avocats « le plus cher » pour ce procès ingagnable. Ruiné par le viager et de mauvaise foi, Léon trahit son neveu en recrutant un avocat minable, maître Vierzon. Au cours d'une audience désastreuse pour Noël, ne serait-ce que par la défense brouillonne de Me Vierzon, Martinet fait une apparition surprise en tant que témoin de moralité. Il décrit les Galipeau comme ses bienfaiteurs aimants et demande de rendre sa liberté au dernier membre de cette famille qui, d'après lui, lui aurait permis de vivre aussi vieux. L'assemblée, émue, acquitte Noël. Crispé par l'intervention et le verdict, Léon meurt d'une crise cardiaque, de même que Me Vierzon du choc d'avoir enfin gagné un procès.
En cette année 1971, Martinet doit fêter son centenaire. La municipalité organise une fête au vieil homme devenu une célébrité populaire pour sa forme persistante. La télévision couvre l'événement. Noël dissimule sa rage de voir Martinet arriver à un tel âge. Il réunit deux amis malfaiteurs pour assassiner le vieillard et enfin conclure le viager. Il doit lancer des feux d'artifice pour distraire Martinet, afin de couvrir l'intrusion dans la maison de Jo, son complice, chargé d'abattre le vieil homme. Mais l'allume-cigare défectueux de la vieille voiture de Jo met en route les fusées. Noël meurt dans l'explosion du véhicule. Martinet profite au loin du beau feu d'artifice.

## Fiche technique
- Titre : Le Viager
- Réalisation : Pierre Tchernia

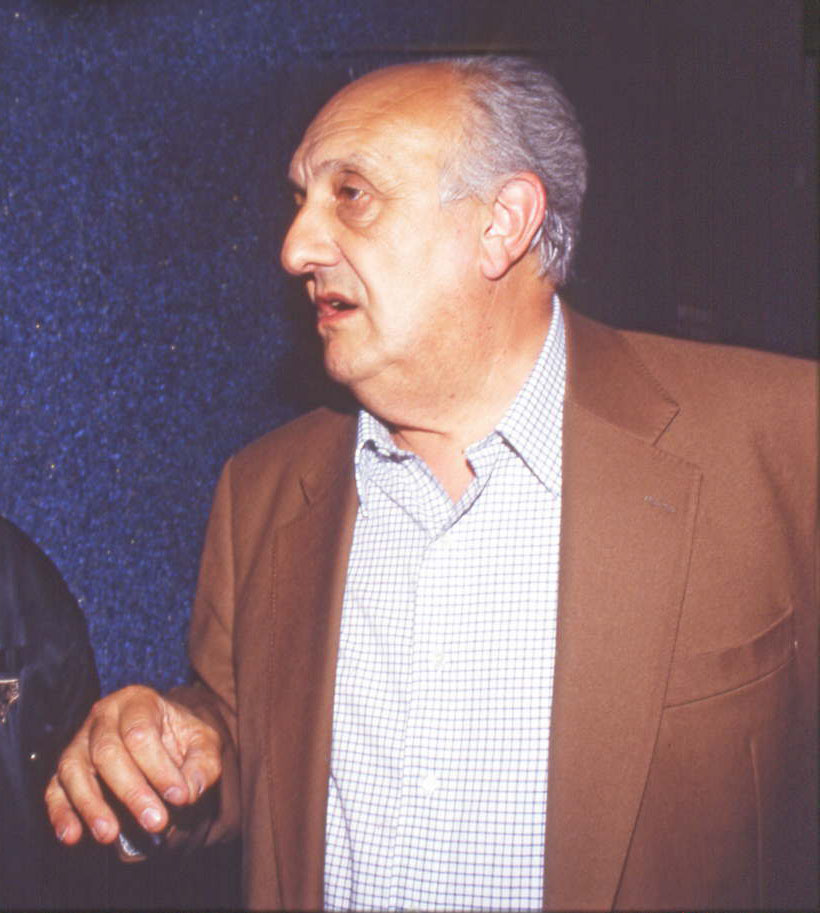
Le Viager est le premier film réalisé par l'homme de télévision Pierre Tchernia (ici en 1993), jusqu'alors scénariste pour les autres.

- Scénario : Pierre Tchernia et René Goscinny
- Musique : Gérard Calvi
- Décors : Willy Holt
- Costumes : Gladys de Segonzac
- Photographie : Jean Tournier
- Son : Jacques Lebreton
- Montage : Isabel García de Herreros, Françoise Javet et Kouka
- Production : René Goscinny et Leon Zuratas
- Sociétés de production : Dargaud Films Productions et Les Productions Artistes associés (United Artists)
- Société de distribution : Les Productions Artistes associés
- Pays de production :  France
- Format : couleur (Eastmancolor) — 35 mm — 1,66:1 — son mono
- Genre : comédie noire
- Durée : 98 minutes
- Durée : 103 minutes (2 800 métrages)[1]
- Visa d'exploitation : no 38637[1]
- Date de sortie :
  - France : entre le 19 et le 25 janvier 1972[1],[2]
- Affiche : Jouineau Bourduge (France)

## Distribution
- Michel Serrault : Louis Martinet / le général nazi déguisé en portier d'hôtel / le général nazi non déguisé / Otto, le parachutiste allemand déguisé en bonne sœur / l'Allemand infiltré dans l'usine d'armement / l'Allemand infiltré en instituteur / l'Allemand infiltré dans l'État-Major français.
- La famille Galipeau
  - Michel Galabru : Dr Léon Galipeau
  - Odette Laure : Marguerite Galipeau, l'épouse de Léon
  - Jean-Pierre Darras : Émile Galipeau, le frère de Léon
  - Rosy Varte : Elvire Galipeau, épouse d'Émile et mère de Noël
  - Noël Roquevert : le grand-père (le père d'Elvire)
  - Madeleine Clervanne : la grand-mère (la mère d'Elvire)
  - Luc Diaz : Noël Galipeau à 10 ans
  - Claude Brasseur : Noël Galipeau à 40 ans
- Yves Robert : le capitaine de corvette Bucigny-Dumaine
- Claude Legros : Lucien, le facteur
- Jean Carmet : Maître Vierzon, l'avocat de Noël
- Jean Richard : Jo, petit voyou
- Gérard Depardieu : Victor, complice de Jo
- Bernard Lavalette : le député-maire de Saint-Tropez
- Jean Michaud : le procureur
- Jacques Hilling : le président du tribunal
- Jacques Bodoin : Maître Lagarrigue, le notaire
- Raoul Curet : le projectionniste
- Rudy Lenoir : un Allemand qui fuit à vélo
- René Renot : Jeannot
- Antoinette Moya : Angèle, femme du facteur
- Alain Lionel : le docteur de l'hôpital
- Gabriel Jabbour : M. Levasseur, le patron de Martinet
- Pierre Tchernia : le narrateur (voix) / le réalisateur TV
- Élisabeth Vermeiren-Dulac : la cheftaine des scouts belges
- Paul Préboist : le fromager dans la grande surface
- Henri-Jacques Huet : le chef du maquis
- Edmond Ardisson : le chef de train
- Béatrice Chatelier : la pulpeuse infirmière
- Yves Barsacq : un invité du préfet de police
- Robert Berri : un invité du préfet de police
- Philippe Castelli : un artiste du cabaret
- Roger Lumont : le général Von Schwarzenberg
- André Randel : le trompettiste
- Guy Verda : le photographe du cabaret
- Joëlle Bernard : la prostituée
- Jean Franval : un invité du préfet de police
- René Aranda : un homme à la cérémonie
- Roger Carel : la voix off des actualités
- Claude Dasset : la voix off de la TSF
- Nathalie Serrault : l'enfant qui explique le viager (voix)
- Paul Bisciglia : un maquisard
- Jacques Préboist : le hallebardier
- Michèle Mercier : la jeune femme au bal (caméo)
- Jacques Rouland : un photographe au centenaire
- José Luis de Vilallonga : le général qui décore Martinet
- Nicole Chomo : une bonne des Galipeau
- Nicole Desailly : une bonne des Galipeau
- Gloria France : une passante
- Marius Gaidon : un employé de Levasseur
- Édouard Rousseau : l'employé de Levasseur qui porte la statuette
- Guy Bonnafoux : un homme qui fait la file des provisions
- Robert André : un invité du préfet de police
- Jakub Weizbluth : un invité du préfet de police
- Jacques Wallet : un invité du préfet de police
- Roland Malet : un garde devant le tribunal

Images d'archives
- Vincent Auriol
- René Coty
- Jacques Charrier
- Brigitte Bardot
- Charles de Gaulle
- Georges Pompidou
- Claude Pompidou

## La disparition des Galipeau
| Grand-père (Noël Roquevert) | Grand-père (Noël Roquevert) | Grand-père (Noël Roquevert) | Grand-père (Noël Roquevert) | Grand-père (Noël Roquevert) | Grand-père (Noël Roquevert) |                     |                     |                     |                     |                     |                     | Grand-mère (Madeleine Clervanne) | Grand-mère (Madeleine Clervanne) | Grand-mère (Madeleine Clervanne) | Grand-mère (Madeleine Clervanne) | Grand-mère (Madeleine Clervanne) | Grand-mère (Madeleine Clervanne) |                                     |                                     |                                     |                                     |                                     |                                     |  |  |                                |                                |                                |                                |                                |                                |  |  |                           |                           |                           |                           |                           |                           |
| Grand-père (Noël Roquevert) | Grand-père (Noël Roquevert) | Grand-père (Noël Roquevert) | Grand-père (Noël Roquevert) | Grand-père (Noël Roquevert) | Grand-père (Noël Roquevert) |                     |                     |                     |                     |                     |                     | Grand-mère (Madeleine Clervanne) | Grand-mère (Madeleine Clervanne) | Grand-mère (Madeleine Clervanne) | Grand-mère (Madeleine Clervanne) | Grand-mère (Madeleine Clervanne) | Grand-mère (Madeleine Clervanne) |                                     |                                     |                                     |                                     |                                     |                                     |  |  |                                |                                |                                |                                |                                |                                |  |  |                           |                           |                           |                           |                           |                           |
|                             |                             |                             |                             |                             |                             |                     |                     |                     |                     |                     |                     |                                  |                                  |                                  |                                  |                                  |                                  |                                     |                                     |                                     |                                     |                                     |                                     |  |  |                                |                                |                                |                                |                                |                                |  |  |                           |                           |                           |                           |                           |                           |
|                             |                             |                             |                             |                             |                             | Elvire (Rosy Varte) | Elvire (Rosy Varte) | Elvire (Rosy Varte) | Elvire (Rosy Varte) | Elvire (Rosy Varte) | Elvire (Rosy Varte) |                                  |                                  |                                  |                                  |                                  |                                  | Émile Galipeau (Jean-Pierre Darras) | Émile Galipeau (Jean-Pierre Darras) | Émile Galipeau (Jean-Pierre Darras) | Émile Galipeau (Jean-Pierre Darras) | Émile Galipeau (Jean-Pierre Darras) | Émile Galipeau (Jean-Pierre Darras) |  |  | Léon Galipeau (Michel Galabru) | Léon Galipeau (Michel Galabru) | Léon Galipeau (Michel Galabru) | Léon Galipeau (Michel Galabru) | Léon Galipeau (Michel Galabru) | Léon Galipeau (Michel Galabru) |  |  | Marguerite (Odette Laure) | Marguerite (Odette Laure) | Marguerite (Odette Laure) | Marguerite (Odette Laure) | Marguerite (Odette Laure) | Marguerite (Odette Laure) |
|                             |                             |                             |                             |                             |                             | Elvire (Rosy Varte) | Elvire (Rosy Varte) | Elvire (Rosy Varte) | Elvire (Rosy Varte) | Elvire (Rosy Varte) | Elvire (Rosy Varte) |                                  |                                  |                                  |                                  |                                  |                                  | Émile Galipeau (Jean-Pierre Darras) | Émile Galipeau (Jean-Pierre Darras) | Émile Galipeau (Jean-Pierre Darras) | Émile Galipeau (Jean-Pierre Darras) | Émile Galipeau (Jean-Pierre Darras) | Émile Galipeau (Jean-Pierre Darras) |  |  | Léon Galipeau (Michel Galabru) | Léon Galipeau (Michel Galabru) | Léon Galipeau (Michel Galabru) | Léon Galipeau (Michel Galabru) | Léon Galipeau (Michel Galabru) | Léon Galipeau (Michel Galabru) |  |  | Marguerite (Odette Laure) | Marguerite (Odette Laure) | Marguerite (Odette Laure) | Marguerite (Odette Laure) | Marguerite (Odette Laure) | Marguerite (Odette Laure) |
|                             |                             |                             |                             |                             |                             |                     |                     |                     |                     |                     |                     |                                  |                                  |                                  |                                  |                                  |                                  |                                     |                                     |                                     |                                     |                                     |                                     |  |  |                                |                                |                                |                                |                                |                                |  |  |                           |                           |                           |                           |                           |                           |
|                             |                             |                             |                             |                             |                             |                     |                     |                     |                     |                     |                     | Noël Galipeau (Claude Brasseur)  |                                  |                                  |                                  |                                  |                                  |                                     |                                     |                                     |                                     |                                     |                                     |  |  |                                |                                |                                |                                |                                |                                |  |  |                           |                           |                           |                           |                           |                           |

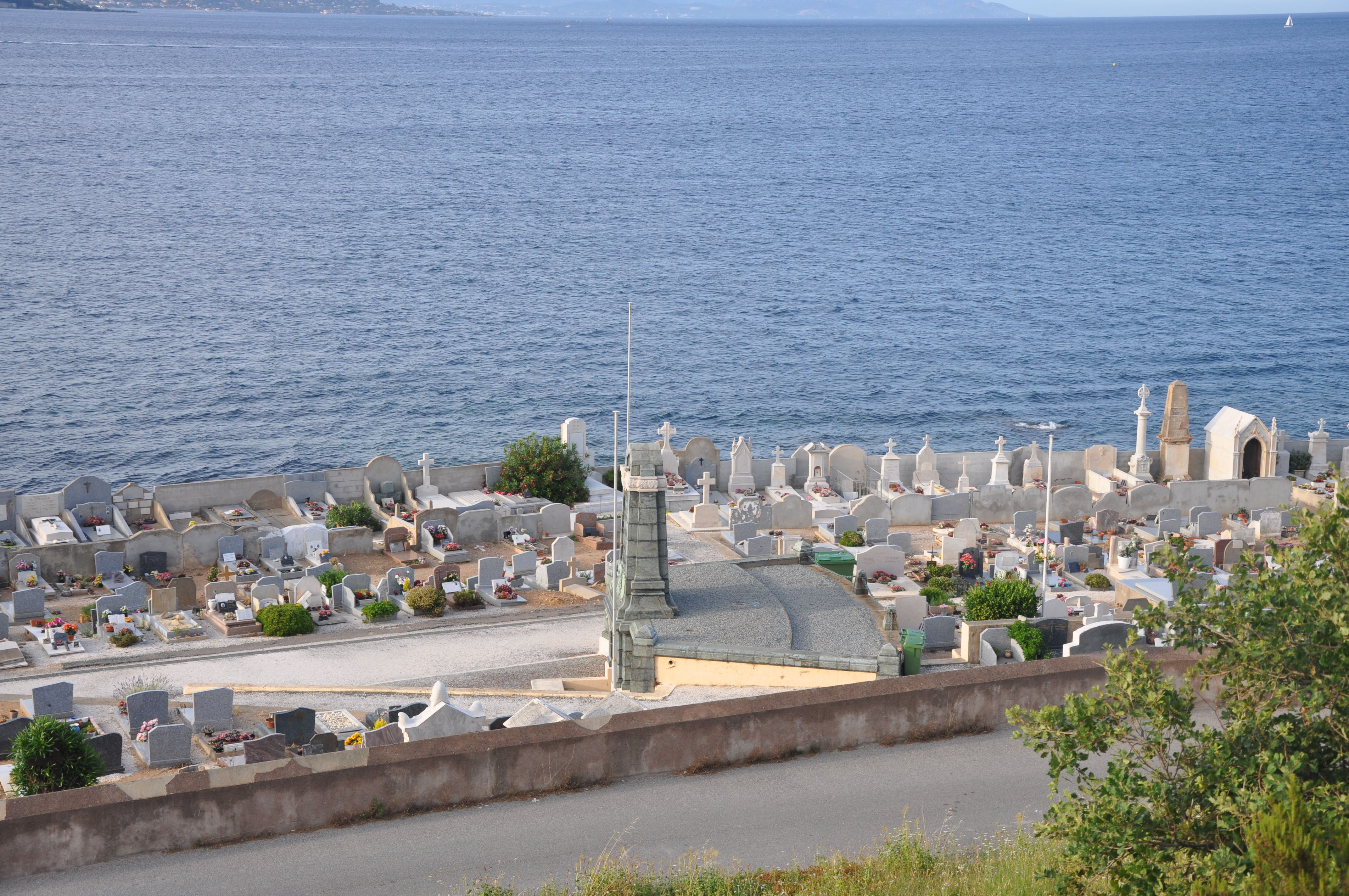
Le cimetière marin de Saint-Tropez, où se trouve le caveau de la famille Galipeau.

- 1937 : le père d'Elvire meurt quelques mois après que Léon, le beau-frère de cette dernière, a affirmé qu'il avait une santé de fer, voire « d'aluminium ».

- 1949 : Marguerite Galipeau, l'épouse de Léon, meurt d'un infarctus après que la famille a voulu faire subir ce sort à Martinet en lui faisant découvrir la vie parisienne…

- 1950 : Émile Galipeau, l'époux d'Elvire, meurt noyé après que son pédalo a été tamponné par celui de Bucigny-Dumaine, qui voulait l'embrocher avec sa hallebarde. Avant de mourir, Émile a eu le temps d'abattre son agresseur au révolver. Émile venait pour tuer Martinet et voulait l'entraîner au large pour que la mer Méditerranée ne rende pas le cadavre.

- 1971 : 
  - la mère d'Elvire meurt de vieillesse.
  - Puis, Léon Galipeau scie la rambarde de la fenêtre de Martinet pour lui faire faire une chute mortelle… mais c'est Elvire, sa belle-sœur, qui tombe et se tue. Léon, lui, tombe dans l'escalier qu'Elvire vient de bien cirer en espérant y faire tomber Martinet, mais Léon s'en tire avec de nombreuses fractures.
  - Peu après, Léon meurt d'une crise cardiaque le jour où il apprend l'acquittement de son neveu Noël devenu voyou (mort que connaît également l'avocat de Noël, Maître Vierzon, pratiquement au même moment).
  - Quelque temps plus tard, Noël Galipeau meurt dans l'explosion de la vieille voiture de Jo, son complice. L'allume-cigare défectueux ayant mis en route les feux d'artifice que Noël voulait activer afin de distraire Martinet, afin de laisser le temps à Jo d'abattre le vieil homme.

## Production et réalisation

### Genèse et développement
« C'est un thème un peu comparable à la douane, il n'est pas drôle en soi, mais dès que vous en parlez, tout le monde a des histoires follement drôles à raconter à son sujet. Tout le monde connaît quelqu'un qui… (…) Je trouve le viager macabre et immoral, ou plutôt il n'est moral que quand ce sont les acheteurs qui meurent. (…) Le viager c'est comme l'héritage, une incitation au meurtre. (…) On vous dit : le viager aide les vieux à vivre ? Très bien. Dans notre film, nous avons joué ce point à fond, puisque le crédirentier enterrera tout le monde. »

— René Goscinny.

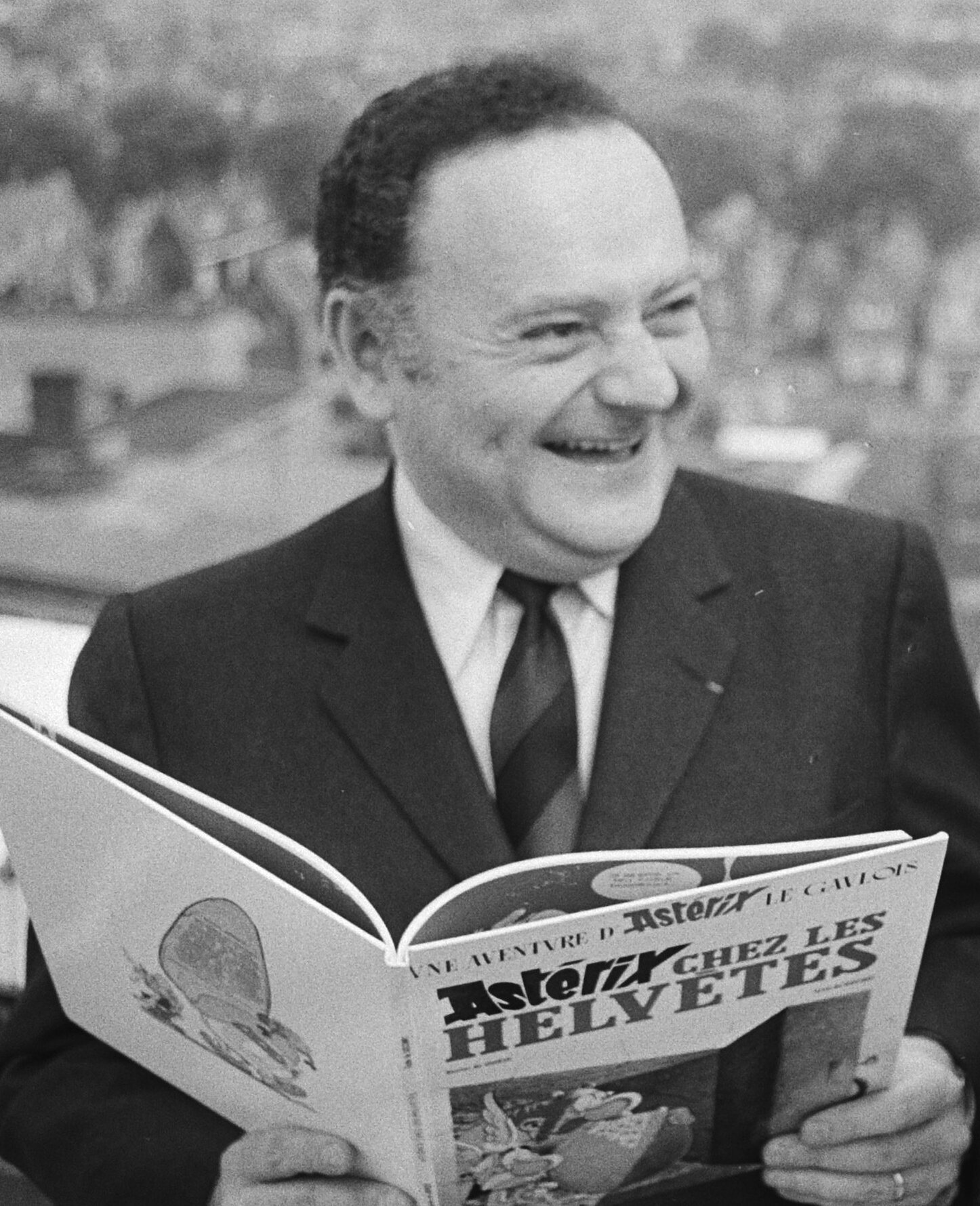
Lors de la création du dessin animé Lucky Luke, Le scénariste René Goscinny lance l'idée d'un film sur le viager.

Au tournant des années 1970, durant deux ans, René Goscinny et Pierre Tchernia prennent une fois par mois le Trans-Europ-Express de Paris à Bruxelles pour surveiller l'avancement de la création aux studios Belvision du dessin animé Lucky Luke, qu'ils ont écrit avec Morris,,,. Goscinny, scénariste de bandes dessinées, et Pierre Tchernia, homme de télévision, collaborent ensemble depuis quelques années et ont notamment livré Deux Romains en Gaule et Astérix et Cléopâtre, deux adaptations de l'œuvre du premier. Au départ d'un de ces voyages, à la gare du Nord, Goscinny demande à son ami si un film a déjà eu pour sujet le viager,. Seule la nouvelle Le Petit Fût de Guy de Maupassant vient à l'esprit de Tchernia. Il pense que le thème est inédit à l'écran et le juge même excellent,,,. Goscinny avait eu l'idée la veille au soir,. Selon lui, le procédé constitue « un pari sur la mort » et l'évocation d'un viager rapidement terminé fait souvent réagir les gens de manière innocemment cruelle,,.
Lors des deux heures de trajet, les deux amis élaborent l'essentiel de l'intrigue,,. Aux studios, Goscinny et Tchernia retrouvent Saul Cooper, représentant pour Les Artistes Associés, société coproduisant Lucky Luke,. Au déjeuner, le producteur américain s'enquiert de possibles sujets de films auprès des deux scénaristes. Ils lui parlent de leur début de trame sur le viager mais Cooper ne connaît pas ce système, peu courant dans le monde voire seulement existant en France,. L'explication séduit Cooper, qui y voit un sujet très intéressant,. L'Américain va se charger de monter le film et laisse une grande liberté de création aux auteurs. Les Artistes Associés partage le financement avec Dargaud Films Productions, la société de l'éditeur Georges Dargaud qui produit les dessins animés tirés de ses publications,. Pierre Tchernia sera pour la première fois réalisateur d'un film, après avoir souvent aidé ceux de Robert Dhéry. S'il a jusqu'alors surtout œuvré à la télévision, il est connu pour sa grande cinéphilie, avec son émission Monsieur Cinéma depuis 1967
L'écriture du Viager commence quelques mois plus tard, à l'été 1970,. Les séances de travail ont lieu chez René Goscinny, Pierre Tchernia rédigeant au papier tandis que son comparse tape à la machine comme à son habitude,. Tchernia raconte que l'« idée de Goscinny a poussé, vite et bien, comme dans un rêve ». Goscinny raconte avec délectation avoir reçu, par pur hasard, lors d'une de leurs réunions, un appel pour une proposition de viager vantant, sordidement, « une tête, 70 ans, pas frais »,. Après deux mois de ces séances communes, ils prennent des vacances chacun de leur côté, Goscinny à Cannes et Tchernia en Bretagne. Seul, chacun écrit sa version du scénario, d'une centaine de pages, selon le déroulement imaginé en commun. À leur retour, ils assemblent le meilleur de leurs deux scénarios dans une version définitive. Ils s'attachent également à garnir le scénario de petites références à la vie quotidienne des Français durant les quarante dernières années. Tchernia avance que ce travail différent a permis à Goscinny de sortir un temps de la pression de l'écriture de ses séries à succès Astérix, Lucky Luke et Iznogoud,.

### Attribution des rôles et des postes

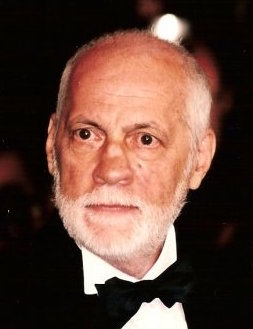
Michel Serrault, ici en 1997, incarne Louis Martinet, le crédirentier du viager.

Pierre Tchernia propose d'abord le rôle principal de Martinet à son fidèle complice Robert Dhéry,,. Dhéry ne se voit pas dans le rôle mais suggère Michel Serrault,. Ce dernier, prévu pour celui du médecin, accepte, séduit par l'idée de jouer un centenaire alors qu'il n'a que quarante ans. Serrault parle d'un « rôle de composition », au vu de son vrai âge, et « de fantaisie », puisque son vieillissement et ses cheveux blancs paraissent peu crédibles,. Trouvant son nez trop fin, il demande très tôt à ce qu'on lui appose un faux-nez afin d'épaissir son visage,,. Il réclame aussi des costumes mal ajustés et des chaussures trop grandes. Dans son jeu, il s'inspire de sa grand-mère Léona, morte à 92 ans, reprenant notamment sa façon de « hocher la tête pour marquer la bienveillance, de prendre les mains de ses interlocuteurs pour traduire la reconnaissance »,,. Autre observation, il affiche « ce sourire particulier des vieillards lorsqu'ils considèrent les choses avec distance et que l'on voit alors combien ils sont malins ».
Le rôle de Martinet est complexe : le nouveau retraité, d'abord décati et usé par la vie, doit retrouver sa forme au soleil et à la campagne, au point de sembler increvable, tout en vieillissant au fur et à mesure du film. Surtout, le scénario ne dit pas si le vieil homme est naïf ou sournois envers « ses bienfaiteurs » et Tchernia n'indique qu'à Serrault que « Nul ne le sait et on ne dit rien au spectateur. Tu joues merveilleusement les personnages ambigus, je te laisse faire… » ; a posteriori, le réalisateur juge que l'interprétation de Serrault rend le personnage insaisissable : « Même dans les scènes où l'on est obligé de croire à sa roublardise, il y a un peu de naïveté, et dans les scènes où l'on croit à sa naïveté, il y a un peu de roublardise »,. Le film donne à Serrault son premier rôle principal d'importance, révélant son talent versatile auprès de la critique et du public.

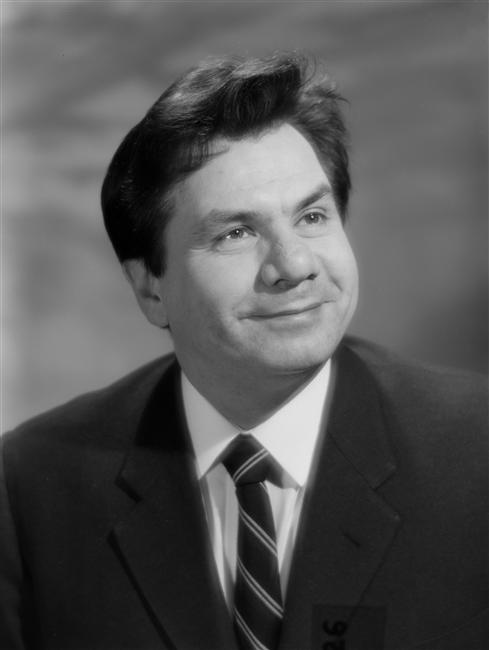
Michel Galabru hérite du rôle du docteur Galipeau.

Outre Serrault, Pierre Tchernia s'entoure de véritables amis pour que sa première réalisation soit tournée dans la meilleure ambiance possible. La troupe est rompue à l'exercice du comique et de la fantaisie, exercés au théâtre, au cinéma ou cabaret-spectacle. Yves Robert, dans le rôle de l'officier Bucigny-Dumaine, et Rosy Varte, incarnation d'Elvire Galipeau, sont des anciens de la compagnie Grenier-Hussenot et du cabaret-théâtre La Rose rouge, que fréquentait Tchernia dans l'après-guerre. Varte venait de participer au doublage de Lucky Luke. Tchernia attribue le rôle crucial de Léon Galipeau à Michel Galabru, qu'il connaît depuis sa sortie du Conservatoire en 1951 : il sait que l'acteur peut élaborer un formidable imbécile. L'acteur s'inspire de son propre oncle médecin, qu'il avait vu dans son enfance mentir éhontément à un patient sur son état de santé. Galabru le considère comme le film préféré de sa carrière. Jean-Pierre Darras, ancien cabarettiste devenu un second rôle de choix, joue l'effacé Émile Galipeau ; Tchernia est heureux de lui offrir un rôle de composition, considérant qu'on ne lui donnait d'habitude que des personnages éclatants,. Le rôle de la nigaude Marguerite marque le retour de l'humoriste et chanteuse d'opérette Odette Laure après plusieurs années d'absence au cinéma.
Claude Brasseur, alors vedette du feuilleton Les Nouvelles Aventures de Vidocq, tient le rôle de Noël Galipeau adulte. Noël Roquevert, vénérable second rôle du cinéma français, campe le grand-père, père d'Elvire ; Tchernia relate avoir « su par la suite qu'il avait été déçu de sa place au générique. Je n'ai pas eu le temps de m'en excuser auprès de lui : il est mort très vite, ce fut son dernier film »,. Il distribue un rôle de voyou à Gérard Depardieu, débutant qu'il avait remarqué dans deux pièces de théâtre. Le truand plus âgé est joué par Jean Richard, vieille connaissance de Tchernia au théâtre, à la télévision et au cinéma, tout comme Jean Carmet qui obtient le court rôle du piètre avocat. Roger Carel, voix d'Astérix, prête ici sa voix aux Actualités qui défilent des années 1950 et 1960, imitant le phrasé des commentateurs de cette époque. Pierre Tchernia apparaît en réalisateur de télévision lors de la fête du centenaire. Dans l'équipe technique du Viager, Tchernia engage d'ailleurs deux techniciens qu'il côtoie depuis de longues années à la télévision, le décorateur Willy Holt et le directeur de la photographie Jean Tournier,. Tchernia et Goscinny embauchent également Henri Gruel, responsable des effets sonores et de l'enregistrement des voix pour les films Belvision. Outre sa qualité de coscénariste, Goscinny officie comme producteur exécutif, en tant que représentant de Dargaud Films. La séquence de l'explication du viager par des dessins enfantins affiche des créations de Gotlib, attribuées au « petit Gotlib » lors du générique,,. La voix de l'enfant est celle de Nathalie Serrault, fille de l'acteur et filleule de Pierre Tchernia,.

### Tournage
La maison de Martinet, au centre du film, nécessite de longues recherches pour dénicher le bon décor naturel. Très rapidement à l'écriture, Tchernia et Goscinny désirent placer la maison dans un lieu où elle prendrait une valeur considérable. Saint-Tropez, sur la côte d'Azur est l'endroit parfait puisqu'il est passé d'un discret petit village de pêcheurs dans les années 1930 à une destination touristique à la notoriété internationale en 1971, entraînant une ruée sur les terrains disponibles et donc une envolée des prix. Le décor idéal au scénario doit être une maison à l'architecture et l'environnement typiquement provençaux, suffisamment isolée pour évoquer la campagne de la maison en 1930, et avec une vue sur la Méditerranée. Aucune des nombreuses maisons à louer présentées par plusieurs agences ne convient à ces difficiles critères. Le réalisateur pense se contenter d'une maison de Tourtour, à trente kilomètres dans les terres, dont il mêlerait au montage les images avec des raccords de vues de mer prises à Saint-Tropez. Au dernier moment de la semaine, un « repéreur » lui montre une maison mais qui n'est cependant pas à louer. Juchée sur une colline de la baie des Canoubiers, à deux pas de La Madrague de Brigitte Bardot, un bâtiment agricole répond précisément aux demandes du scénario, avec un aspect rustique, des vignes tout autour, la mer au loin, et même le détail de la porte-fenêtre de l'étage avec la mince barre d'appui. C'est une dépendance d'une ferme proche et les propriétaires acceptent le tournage, à la condition surprenante que la maison soit dégradée à la fin.

« Je racontai [au propriétaire] le scénario et, croyant l'amadouer, je soulignai le fait que [les décorateurs] allaient, au fur et à mesure de la chronologie de l’histoire, apporter des embellissements. « Là on va construire un petit muret, on va planter des oliviers, repeindre la façade. Tout ça vous restera, bien sûr… » J'entends encore la réponse que me fit M. Tabaron : « Je veux bien vous aider, je suis d'accord, mais ce que je vous demande c’est que vous me remettiez le bâtiment dans l'état où il est aujourd’hui… Quand je travaille dans la vigne, aux beaux jours, il y a des autos qui s’arrêtent, des gens qui veulent acheter… Mais la maison n’est pas à vendre. C’est là que je range mes machines, mon matériel. C'est un lieu de travail… Ils me font perdre mon temps, ces gens-là… Je laisse traîner exprès des vieux fûts, des vieux pneus, plus c'est encombré et moins ils s'arrêtent… Alors, les embellissements, j'en veux pas. » Et c’est ainsi que l’équipe de la déco, les peintres, les ensembliers, ont passé plusieurs jours, en fin de tournage, à « désembellir » la maison. »

— Pierre Tchernia, 1995,.

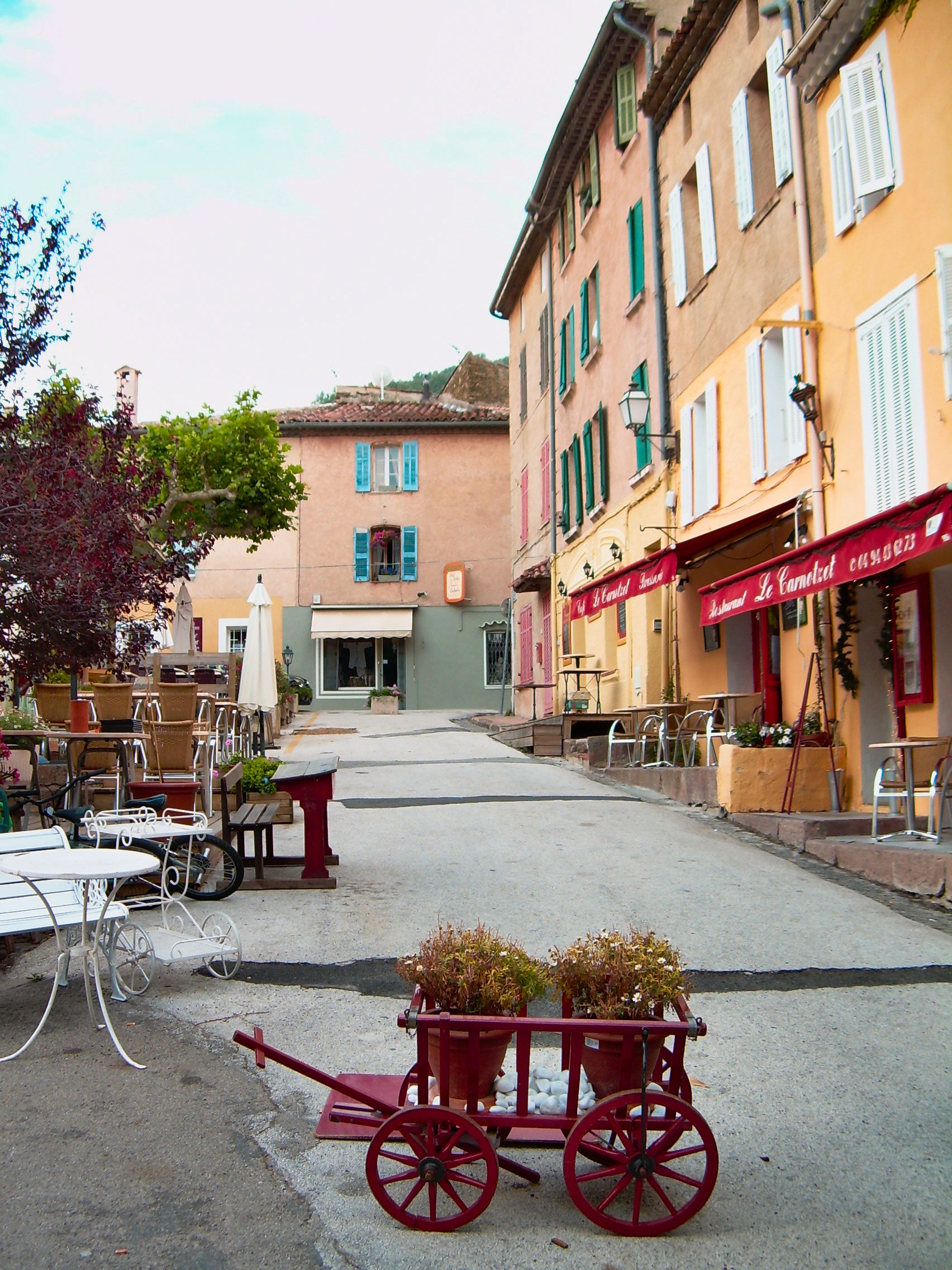
La scène de la fête à la Libération est tournée sur la place du marché de La Garde-Freinet.

Le tournage du Viager commence à la mi-juin 1971 et dure deux mois : quatre semaines à Saint-Tropez et quatre à Paris, principalement en studios,. René Goscinny prend des vacances pour être présent en permanence sur le tournage provençal, essentiellement pour aménager des modifications de dernière minute dans les dialogues ou de petits éléments du scénario, en cas de besoin,,,. Tchernia précise : « Je revois René écrivant un bout de dialogue parce que : “Finalement, tu as vu, dans le déplacement du comédien, il faudrait rajouter une phrase…” Or, en général, c'est le réalisateur qui se débrouille avec ces détails. Là, René était tout heureux, il sortait son stylo et badaboum, badaboum. Si, pendant le tournage, il lui semblait qu'il y avait quelque chose qui ne collait pa, il attendait que j'aie l'esprit un peu libre, que je m'écarte ou que le directeur de photo fasse la lumière et il m'attirait à part. Il ne voulait pas risquer de diminuer mon autorité ». L'ambiance du tournage est bon enfant. Michel Galabru estime que « Tchernia a eu beaucoup de mérite de nous supporter, car nous étions vraiment une sacrée bande ; les comédiens, quand ils se retrouvent entre copains et commencent à se raconter des anecdotes, personne ne peut les stopper ! ». L'organisation des prises de vues fait d'ailleurs que les acteurs quittent le tournage dans le même ordre que la mort de leur personnages.

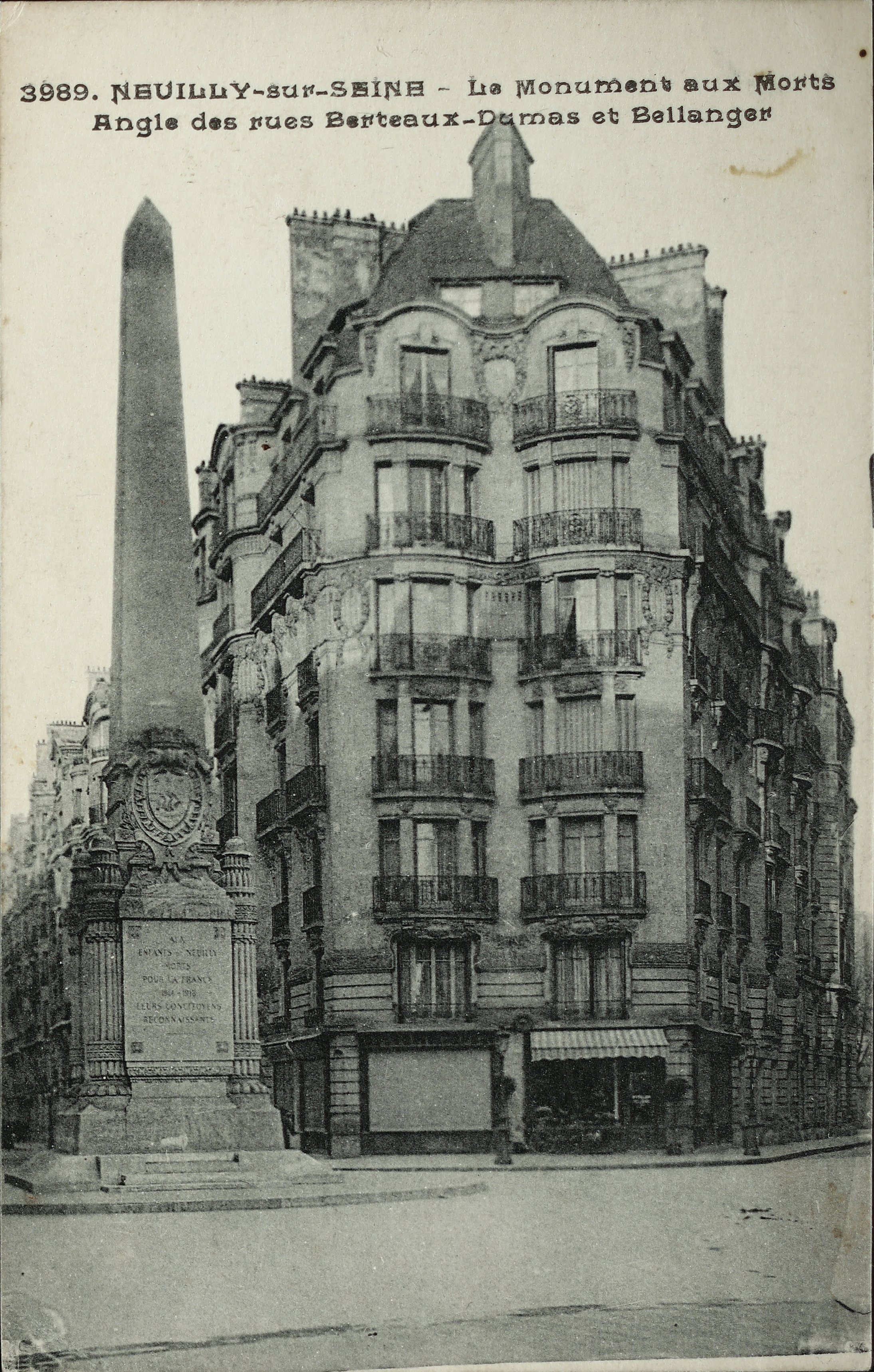
L'angle des rues Berteaux-Dumas et Bellanger à Neuilly-sur-Seine

À Saint-Tropez, l'équipe fait en sorte de d'abord tourner les séquences de ville avant celles de campagne et de bord de mer. Tchernia commente : « Bien nous en prit, parce que si l’avant-dernier jour de juin Saint-Tropez était encore une ville paisible, le 1er juillet, elle devenait intenable, envahie par une masse considérable de voitures arrivées au cours de la nuit charnière entre juin et juillet ». Pour la maison en viager, le tournage prend place dans la dépendance agricole redécorée, sise au chemin de l'Estagnet. De passage, le dessinateur Tibet participe amicalement en coulisses : « Dans l'histoire, il y avait une troupe de louveteaux belges réfugiés dans le Midi. Pour les besoins de cette séquence, on m'a caché derrière une actrice, dans le décor, pour lui souffler sa phrase avec l'accent bruxellois. Alors que j'étais marseillais, tout de même… ». La séquence des pédalos de Bucigny-Dumaine est tournée sur la plage de la Ponche,. Les discussions entre Martinet et ses amis le facteur et le projectionniste ont lieu à la terrasse du café des Arts, face au cinéma La Renaissance, sur la place des Lices. Les Galipeau sont enterrés dans le cimetière marin de Saint-Tropez,. Les scènes censées se dérouler dans les rues de Saint-Tropez pendant la guerre et à la Libération sont tournées à La Garde-Freinet, dans l'arrière-pays varois,.
Le tournage se déplace en région parisienne à la mi-juillet. Les scènes en bas de l'appartement de la famille Galipeau sont tournées dans la rue Bellanger (avec l'angle de la rue Berteaux-Dumas) à Neuilly-sur-Seine, le décor évoluant des années 1930 à 1971,. Louis Martinet quitte son emploi au sein d'une fabrique d'articles orthopédiques représentée par l'authentique boutique Claverie, rue du Faubourg-Saint-Martin, puis il descend dans la station de métro Louis Blanc,. Durant le séjour touristique de Martinet à Paris, des plans montrent la basilique du Sacré-Cœur de Montmartre, l'Arc de Triomphe, la cathédrale Notre-Dame de Paris, la tour Eiffel et les personnages sont vus au sommet de la colonne de la Bastille et à la sortie des Catacombes,. Une scène de visite des Catacombes, prévue au scénario, n'est finalement pas tournée. La gare de Lyon, à Paris, apparaît pour le retour de Martinet dans le sud. La gare de Troyes sert aussi de décor. Le reste des prises de vues est effectué aux studios de Billancourt,.

### Bande originale

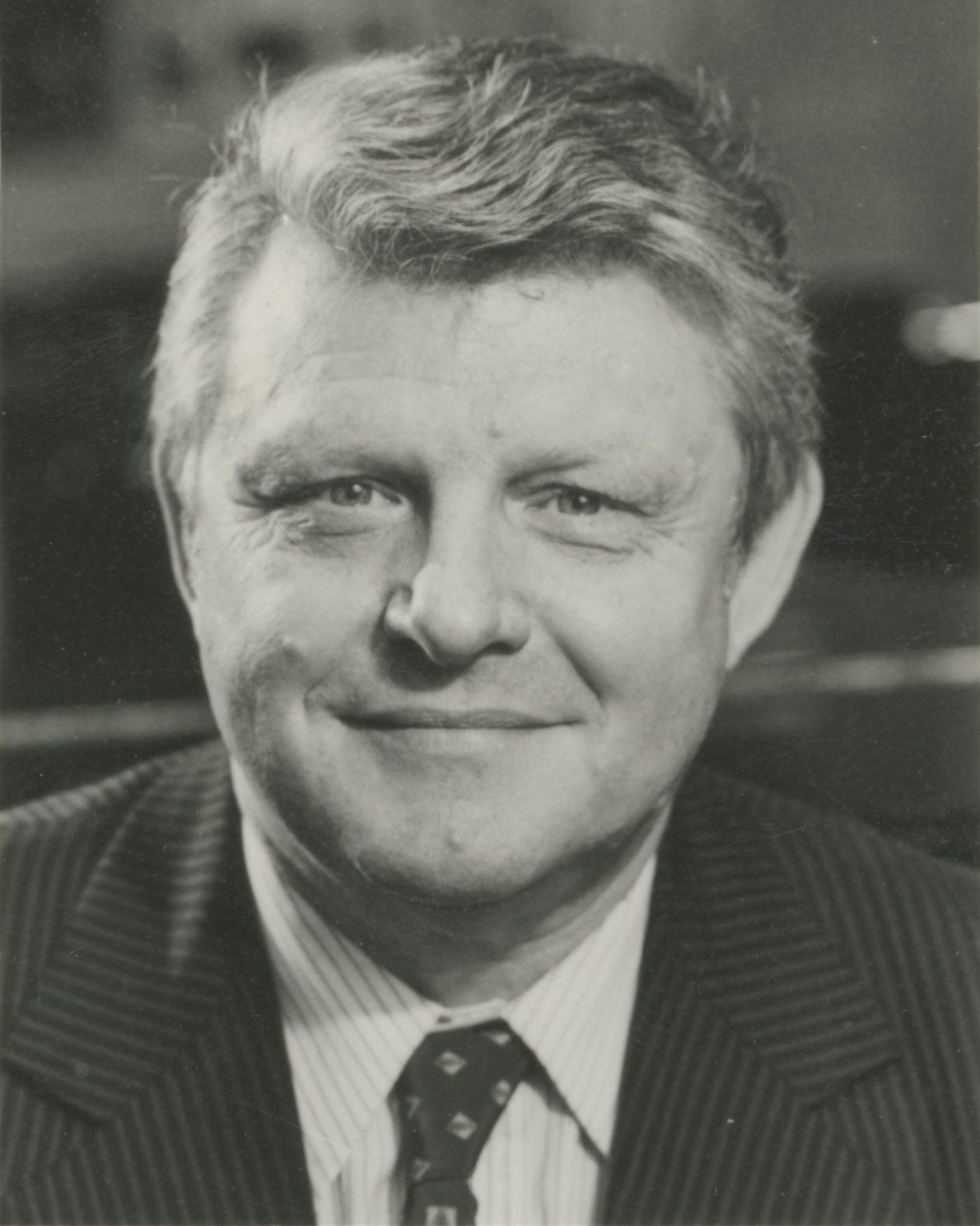
Déjà à l'oeuvre sur les Astérix, Gérard Calvi compose la musique du film.

Pierre Tchernia confie la musique de son film à Gérard Calvi,. Vieil ami de Tchernia et compositeur attitré des spectacles et films de Robert Dhéry, Calvi avait également composé l'indicatif de son émission Monsieur Cinéma et les bandes originales des différentes adaptations d'Astérix,. Stéphane Lerouge, spécialiste de la musique de film, explique que l'écriture musicale de Calvi, idéale pour une comédie, est « à la fois drôle et élaborée, burlesque et moderne, pleine de verve, nourrie de savantes inventions harmoniques ». Pour sa première réalisation, Tchernia implique Calvi dans le film dès l'écriture du scénario. Le réalisateur désire un thème pour le sujet principal du film :

« Pour moi, le personnage central du film était le mas provençal (…), point de convergence et objet de tous les enjeux. Et, pour donner une identité à cette maison, je voulais un thème clair, touchant… et intemporel, puisque le film court de 1930 à 1970. Calvi m'a lancé : « Quel instrument entends-tu ? ». En pensant à un célèbre concerto de Mozart, je lui ai répondu : « Une flûte, évidemment ! ». Il me semble qu'une masse orchestrale d'où se détache une flûte correspond à l'idée d'une maison survolée par un oiseau. Voilà donc la genèse du thème du Viager, l'une de mes compositions favorites de Gérard car elle apporte un contrepoint de naïveté, de poésie à cette histoire assez cruelle où l'on cherche par intérêt à provoquer la mort. »

— Pierre Tchernia, années 1990.
Certaines scènes ou transitions comportent des chants d'un chœur, aux paroles ironiques ou cruelles, notamment le récurrent « C'est un viager de tout repos ». Gérard Calvi écrit également des bouts de chansons, dont Les p'tit's femmes de Paris chanté par Philippe Castelli, pour la scène où les Galipeau font faire à Martinet le tour des restaurants et cabarets de Paris. Il compose aussi des danses de différents styles.
Le film est parsemé de véritables chansons propres aux différentes époques. À Noël 1930, la chanson entendue lorsque Louis Martinet boit son huile de foie de morue au est J'ai ma combine chanté par Georges Milton (1930). Pendant l'Exode, les scouts chantent Un éléphant, ça trompe énormément en quittant la maison de Martinet. La marche américaine The Stars and Stripes Forever est entendue à la Libération, d'abord joué par Martinet dans son bugle puis par un orchestre lors de la fête. Dans sa maison, enchaînant avec énergie les tâches ménagères, Martinet écoute Le Plus Beau Tango du monde chanté par Alibert.
Une sélection de la bande originale du film est incluse dans la compilation en CD Monsieur Cinéma, réunissant des compositions de Gérard Calvi pour les films La Famille Fenouillard (1961), La Belle Américaine (1961), En compagnie de Max Linder (1963), Carambolages (1963), Allez France ! (1964), La Tulipe noire (1964), Astérix le Gaulois (1967), Astérix et Cléopâtre (1968), Le Petit Baigneur (1968), L'Œuf (1972), Les Gaspards (1974), Vos gueules, les mouettes ! (1974), Les Douze Travaux d'Astérix (1976), Bonjour l'angoisse (1988) et l'indicatif de Monsieur Cinéma,.

## Exploitation et accueil

### Accueil public et critique
Le Viager sort dans les salles fin janvier 1972, un mois après le dessin animé Lucky Luke. René Goscinny prend pleinement part à la promotion. Pierre Tchernia a tenu à faire figurer sur les affiches « Une fable de Pierre Tchernia et René Goscinny » pour ne pas omettre la place du scénariste, le réalisateur étant généralement le seul mis en avant au détriment de l'auteur du scénario. Première réalisation au cinéma de Pierre Tchernia, Le Viager rencontre un succès public, attirant 2 191 183 spectateurs. Pierre Tchernia va photographier avec émotion la façade du Magic Ciné, la salle de son enfance à Levallois-Perret, lorsque son premier film y est à l'affiche.
Il s'agit du cinquième plus grand score de Michel Serrault dans un premier rôle, après La Cage aux folles (1978), Le bonheur est dans le pré (1995), La Cage aux folles 2 (1980) et Une hirondelle a fait le printemps (2001).
| Semaine | Semaine                        | Rang | Entrées | Cumul           | no 1 du box-office hebdo.       |
| ------- | ------------------------------ | ---- | ------- | --------------- | ------------------------------- |
| 1       | 19 janvier au 25 janvier 1972  | 1er  | 65 965  | 65 965 entrées  | Le Viager                       |
| 2       | 26 janvier au 1er février 1972 | 2e   | 71 863  | 137 828 entrées | French Connection               |
| 3       | 2 février au 8 février 1972    | 2e   | 68 060  | 205 888 entrées | French Connection               |
| 4       | 9 février au 15 février 1972   | 3e   | 67 005  | 272 893 entrées | Il était une fois un flic       |
| 5       | 16 février au 22 février 1972  | 4e   | 49 399  | 322 292 entrées | Il était une fois un flic       |
| 6       | 23 février au 29 février 1972  | 7e   | 29 471  | 351 763 entrées | Il était une fois un flic       |
| 7       | 1er mars au 7 mars 1972        | 7e   | 27 137  | 378 900 entrées | Le Tueur                        |
| 9       | 15 mars au 21 mars 1972        | 11e  | 18 004  | 396 904 entrées | On continue à l'appeler Trinita |
| 10      | 22 mars au 28 mars 1972        | 19e  | 9 825   | 406 729 entrées | La Mandarine                    |

| Semaine | Semaine                        | Rang | Entrées | Cumul             | no 1 du box-office hebdo.                              |
| ------- | ------------------------------ | ---- | ------- | ----------------- | ------------------------------------------------------ |
| 1       | 19 janvier au 25 janvier 1972  | 8e   | 67 011  | 67 011 entrées    | Les Bidasses en folie                                  |
| 2       | 26 janvier au 1er février 1972 | 7e   | 91 707  | 158 718 entrées   | Les Bidasses en folie                                  |
| 3       | 2 février au 8 février 1972    | 5e   | 142 164 | 300 882 entrées   | Les Bidasses en folie                                  |
| 4       | 9 février au 15 février 1972   | 4e   | 189 079 | 489 961 entrées   | Les Bidasses en folie                                  |
| 5       | 16 février au 22 février 1972  | 4e   | 165 365 | 655 326 entrées   | Les Bidasses en folie                                  |
| 6       | 23 février au 29 février 1972  | 4e   | 117 275 | 772 601 entrées   | Les Bidasses en folie                                  |
| 7       | 1er mars au 7 mars 1972        | 4e   | 129 840 | 902 441 entrées   | Les Bidasses en folie                                  |
| 8       | 8 mars au 14 mars 1972         | 5e   | 96 066  | 998 507 entrées   | Les Bidasses en folie                                  |
| 9       | 15 mars au 21 mars 1972        | 4e   | 86 214  | 1 084 721 entrées | Les Bidasses en folie                                  |
| 10      | 22 mars au 28 mars 1972        | 10e  | 69 495  | 1 154 216 entrées | Les Bidasses en folie                                  |
| 11      | 29 mars au 4 avril 1972        | 9e   | 92 200  | 1 246 416 entrées | Il était une fois la révolution                        |
| 12      | 5 avril au 11 avril 1972       | 7e   | 90 150  | 1 336 566 entrées | Il était une fois la révolution                        |
| 13      | 12 avril au 18 avril 1972      | 9e   | 73 332  | 1 409 898 entrées | Il était une fois la révolution                        |
| 14      | 19 avril au 25 avril 1972      | 14e  | 44 766  | 1 454 664 entrées | Il était une fois la révolution                        |
| 15      | 26 avril au 2 mai 1972         | 17e  | 42 863  | 1 497 527 entrées | Il était une fois la révolution                        |
| 16      | 3 mai au 9 mai 1972            | 20e  | 27 675  | 1 525 202 entrées | L'aventure c'est l'aventure                            |
| 17      | 10 mai au 16 mai 1972          | 26e  | 24 796  | 1 549 998 entrées | L'aventure c'est l'aventure                            |
| 18      | 17 mai au 23 mai 1972          | 15e  | 31 144  | 1 581 142 entrées | L'aventure c'est l'aventure                            |
| 19      | 24 mai au 30 mai 1972          | 26e  | 18 123  | 1 599 265 entrées | Tout le monde il est beau, tout le monde il est gentil |
| 22      | 14 juin au 20 juin 1972        | 25e  | 14 542  | 1 636 616 entrées | Tout le monde il est beau, tout le monde il est gentil |
| 25      | 5 juillet au 11 juillet 1972   | 17e  | 21 035  | 1 669 816 entrées | Tout le monde il est beau, tout le monde il est gentil |
| 26      | 12 juillet au 18 juillet 1972  | 19e  | 19 963  | 1 689 779 entrées | Tout le monde il est beau, tout le monde il est gentil |
| 27      | 19 juillet au 25 juillet 1972  | 15e  | 27 892  | 1 717 671 entrées | Tout le monde il est beau, tout le monde il est gentil |
| 28      | 26 juillet au 1er août 1972    | 20e  | 22 038  | 1 739 709 entrées | Le Bon, la Brute et le Truand (ressortie)              |
| 29      | 2 août au 8 août 1972          | 16e  | 29 987  | 1 769 696 entrées | Tout le monde il est beau, tout le monde il est gentil |
| 30      | 9 août au 15 août 1972         | 22e  | 32 116  | 1 801 812 entrées | Tout le monde il est beau, tout le monde il est gentil |
| 31      | 16 août au 22 août 1972        | 18e  | 32 366  | 1 834 178 entrées | Tout le monde il est beau, tout le monde il est gentil |
| 32      | 23 août au 29 août 1972        | 22e  | 28 873  | 1 863 051 entrées | Elle cause plus... elle flingue                        |

La critique note la finesse du jeu de Michel Galabru dans son interprétation d'un con. Dans l'ouvrage Le cinéma français depuis la nouvelle vague en 1972, Claire Clouzot salue Tchernia comme le « dernier venu » dans « une tradition reposant sur un goût plus appuyé pour le comique visuel des grands Américains et, paradoxalement, pour une « francisation » du ton », après Robert Dhéry, Yves Robert et Alex Joffé. Dans son histoire du cinéma français en 1995, Jean-Michel Frodon estime que « Le Viager offre [à Michel Serrault] l'occasion de présenter toute l'étendue de son registre comique ». En 2017, la journaliste Laurence Rémila de la revue Schnock rapproche l'humour du film de Sacha Guitry, de la bande dessinée et du cinéma britannique, telles les productions des Ealing Studios comme Tueurs de dames (1955).

### Sorties à l'étranger
Le Viager sort aussi la même année le 19 mai en Belgique à Gand sous le titre flamand De lijfrente et le 4 août en Finlande nommé Teräsvaari, le 15 février 1973 aux Pays-Bas titré De een z'n dood… is de ander z'n huis, le 11 mai 1974 en Suède intitulé Den gubben gick inte et le 4 juillet 1974 en Hongrie nommé  Saint Tropez-ba költözünk. Le film connaît également des sorties au Brésil (Adorável Gozador), en Grèce (Πώς να τα εκατοστίσετε και να θάψετε τους κληρονόμους σας), en Inde, en Italie (Il vitalizio), en Pologne (Dożywocie), au Portugal (O grande negócio) et en Union soviétique (Пожизненная рента). Le titre international anglophone est : The Annuity. En Espagne, le film rassemble 410 610 entrées. En Argentine, le journal Crónica (en) apprécie une « farce souriante sur la classe moyenne française ».

### Postérité
La scène de visite des Catacombes évincée du scénario inspire à Pierre Tchernia l'idée de son prochain film. Une photo des repérages dans une carrière de gypse en région parisien — « Extraordinaire ! C'est comme une cathédrale taillée dans le roc, un lieu de tournage idéal » — l'avait particulièrement marquée, au point de lui inspirer une histoire se déroulant dans le Paris souterrain,. Moins intéressé par le sujet, René Goscinny accepte de co-écrire ce film, Les Gaspards, mais sa participation est cette fois plus erratique, avec seulement quelques révisions, conseils et des interventions au montage. Ce deuxième film reprend une partie de la distribution du Viager, dont Michel Serrault, Michel Galabru, Gérard Depardieu et Jean Carmet. Tchernia et Goscinny poursuivent leur fructueuse collaboration avec les dessins animés Les Douze Travaux d'Astérix (1976) et, d'après Lucky Luke, La Ballade des Dalton (1978),. Après la mort de Goscinny en 1977, Tchernia veille aux scénarios des adaptations des œuvres de son ami, notamment Astérix et la Surprise de César (1985), Astérix chez les Bretons (1986) et Astérix et les Indiens (1994).
Poursuivant sa carrière de réalisateur, Tchernia met en vedette Serrault dans la plupart de ses autres films comme La Gueule de l'autre (1979), Bonjour l'angoisse (1988) et les téléfilms La Grâce (1979), Héloïse (1990), L'Huissier (1991) et Le Secret du petit milliard (1992). Serrault interprète à nouveau un centenaire dans le téléfilm Un Coeur oublié (2001), dans le rôle du philosophe Bernard Le Bouyer de Fontenelle. Puisque tourné à Saint-Tropez, Le Viager est mis en valeur dans l'exposition consacrée à Michel Galabru en 2022 au musée de la Gendarmerie et du Cinéma.
Le cas d'un vendeur en viager ayant survécu à ses acheteurs et devenu centenaire a existé dans la réalité. L'Écho républicain de la Beauce et du Perche relate en 1961 la situation de Mme Ygouf de Sainte-Honorine-des-Pertes (Calvados), âgée de 101e année, qui avait vendu sa maison en viager en 1932 à un couple depuis décédé ; la rente viagère est alors continuée par leur fils, par ailleurs maire de la commune. Le cas le plus connu et le plus extrême est celui de la doyenne du monde, Jeanne Calment, qui, en 1965, à l'âge de 90 ans, avait vendu son appartement en viager à son notaire ; elle meurt trente-deux ans plus tard, âgée de 122 ans, survivant de deux ans à son débirentier. Avec la rente mensuelle de 2 500 francs, le notaire puis sa veuve ont donc versé au total jusqu'à la mort de Calment la somme de 920 000 francs, soit plus de deux fois le prix de l'appartement. En 1998, les économistes américains Gary Becker et Tomas J. Philipson (en) déterminent par des études statistiques que les personnes ayant vendu un bien en viager ont tendance à vivre plus longtemps, tandis qu'une étude plus tardive indique l'inverse.

## Autour du film
- Anne Goscinny, fille de René Goscinny, alors âgée de 3 ans, y fit de la figuration[60].
- Après la scène où l'on voit les actualités ciné, le projectionniste demande au facteur où est Martinet. On aperçoit alors l'affiche d'un film intitulé Ah ! Si j'étais restée pucelle. On voit aussi d'autres affiches de films, comme Fabiola, Le Castillan[61] et Monsieur Vincent.
- Tous les chiens successifs de M. Martinet s'appellent Kiki : un numéro d'ordre est ajouté à chaque fois sur la niche.
- Les drapeaux américains, au 15 août 1944, arborent 50 étoiles (alignées en quinconce). Or en 1944 il n'y en avait que 48 (alignées au carré) car les États d'Hawaï et d'Alaska n'ont rejoint l'Union qu'en 1959 — cette erreur historique concernant le nombre d'étoiles du drapeau américain est courante dans de nombreux films.
- Les noms de famille Martinet et Galipeau ne sont pas pris au hasard :
  - En argot, un galipot désigne plusieurs choses, mais toujours de manière péjorative (excrément[62],[63] ou semence humaine[64]) ;
  - Quant au mot Martinet, celui-ci peut se comprendre comme celui qui donne une correction à cette famille cupide et malhonnête que sont les Galipeau.